# Паус, Маркус
Маркус Николай Паус (норв. Marcus Nicolay Paus; род. 14 октября 1979, Осло) — норвежский композитор, один из самых популярных композиторов Скандинавии. Известен своим вниманием к традициям, тональности и мелодии. Окончил Норвежскую музыкальную академию, затем учился в Манхэттенской музыкальной школе в Нью-Йорке. В 2010 году был художественным руководителем Оперного фестиваля в Осло. Также писал музыку для театра, кино и телевидения.

## Награды
- Приз Wessel, 2012
- Композитор года — Norwegian Music Publishers, 2017[3]